# 特発性肺ヘモジデローシス
特発性肺ヘモジデローシス（とくはつせいはいへもじでろーしす、英: idiopathic pulmonary hemosiderosis; IPH）は、呼吸器疾患の一つ。肺毛細血管からの出血が繰り返され、肺胞および肺間質にヘモジデリンが沈着する疾患である。鉄過剰症の一形態。
以前は予後不良とされていたが、現在はステロイド薬治療による反応が良好の症例が多いと考えられている。ただし、再発が多いため、治療に難渋する症例も多い。再発による肺線維症への進行、肺高血圧・右心不全の合併に注意が必要である。
発症頻度は非常に稀で、我が国においては「123万人に1人」との調査がある。

## 歴史
1864年、ドイツの病理学者ルドルフ・ウィルヒョーにより、死亡した患者の肺が「肺褐色硬化症」として初めて報告される。生存する患者については、1944年、スウェーデンの内科医ヤン・ヴァルデンストロムによる報告が最初である。

## 病態
原因不明の疾病であり、免疫疾患の一つであると考えられている。肺毛細血管からの出血が繰り返されることから、喀血、鉄欠乏性貧血、肺への鉄の蓄積等が問題となる。
なお、肺ヘモジデローシスには、(1) 肺や肝臓の抗基底膜抗体が関係するもの（グッドパスチャー症候群）、(2) 牛乳タンパク質に過剰反応するもの（ハイナー症候群）、(3) 特発性肺ヘモジデローシス（本項）、という3つの形態が知られている。
1993年から1994年にかけて、アメリカ合衆国中西部の都市、とりわけオハイオ州クリーブランドやイリノイ州シカゴ周辺において、特発性肺ヘモジデローシスを発症する小児が急増したため、疫学的調査が行われたところ、有毒な黒カビの一種であるスタキボトリス（Stachybotrys atra）のコロニーがほとんどの家庭において認められた。ただしCDCの調査の結果、直接的な関連性は認められなかった。

## 診断
喀血、胸部X線撮影による浸潤影、鉄欠乏性貧血の有無等に基づいて診断がなされる。

## 治療
主に副腎皮質ホルモンが用いられるも、その効果に関しては議論が続いている。明白なエビデンスが未だ存在しないため、肺出血の頻度を下げるという主張の一方で、何の効果も見られないという主張が並立している。ただし、副腎皮質ホルモンを用いた治療に明らかな副作用が存在するという点においては見解の一致がみられる。免疫抑制剤として、プレドニゾロン,ハイドロキシクロロキン
、アザチオプリン
、シクロホスファミドの投与も試みられているが、未だ標準的な治療方法として確立されるには至っていない。肺出血防止にメルカプトプリンや抗酸化物質のアセチルシステインが効果的、という主張が存在する。ハイドロキシクロロキンに関しては副作用で目の網膜障害が問題とされるが、薬害で問題となったクロロキンに比べ、組織親和性が低く安全に利用できるとされる。